# Habib Bamogo
Pour les articles homonymes, voir Bamogo.
Habib Bamogo, né le 8 mai 1982 à Paris (Île-de-France) en France, est un footballeur international burkinabé qui évolue au poste d'attaquant.

## Parcours professionnel

### Les premiers pas d'une passion
C'est à l'age de six ans qu'Habib Bamogo se découvre une passion pour le football et commence à jouer dans le club de la ville de Châtenay-Malabry. Par la suite, il rejoint le club de Montrouge à l'âge de onze ans, puis intègre l'INF Clairefontaine, où il évolue aux côtés de Lionel Mathis, Steven Pelé ou encore Selim Benachour dans le championnat de France des moins de 17 ans. 
À la fin de son cursus, il privilégie le centre de formation du Montpellier HSC à celui de Paris Saint-Germain pour augmenter ses chances de réussite.

### Débuts au Montpellier HSC
Après être passé par le centre de formation et l'équipe réserve, il intègre le groupe professionnel lors de la saison 2001-2002. Le 11 août 2001, il joue son premier match lors de la troisième journée de Ligue 1 en remplaçant Francis Llacer face au FC Metz. Il marque ensuite son premier but le 28 novembre, face à l'Olympique lyonnais. Il termine la saison en totalisant 23 apparitions et deux buts. La saison suivante, il est appelé pour la première fois en équipe de France espoirs par Raymond Domenech. Le 6 septembre 2002, il y joue son premier match contre Chypre et termine la saison avec 35 matchs et quatre buts toutes compétitions confondues.
En 2003-2004, il termine 6e meilleur buteur du championnat avec seize buts en trente-huit mais le rencontres Montpellier HSC est relégué en Ligue 2 en terminant dernier et Bamogo quitte le club pour rejoindre l'Olympique de Marseille aux cotés de  Peguy Luyindula, où il a la tâche difficile de remplacer Didier Drogba, parti au Chelsea FC. 
Il totalise 99 matchs pour un total de 23 buts sous les couleurs montpelliéraines.  

### Olympique de Marseille
Acheté 3 000 000 € à Montpellier, il joue son premier match sous le maillot phocéen à domicile face aux Girondins de Bordeaux le 7 août 2004 puis marque une semaine plus tard son premier but à l'OM face au Lille OSC. Il termine sa première saison à l'OM avec six buts en trente-deux matchs n'arrivant pas à s'imposer sur la Canebière.  
Lors de l'été suivant, il joue le premier match européen de sa carrière en coupe Intertoto face aux Youngs Boys de Berne. Ce même été, en disgrâce avec le staff marseillais, il pose à ses valises au FC Nantes pour un prêt d'une saison. Le staff hésite à lui faire confiance et le joueur, en mal de temps de jeu, se retrouve dans l'impossibilité de briller, n'inscrivant que trois buts chez les Canaris dont un au Stade Vélodrome face à l'Olympique de Marseille, tous en novembre ce qui lui vaut d'être élu meilleur buteur du mois avec le FC Nantes. 
En 2004, 2005 et à l'été 2006, il est présélectionné en équipe de France. 
De retour de prêt à l'OM, il réintègre l'équipe première mais a du mal à se mettre en évidence, n'inscrivant que cinq buts en six mois dont trois buts en championnat et un en Coupe UEFA. À la mi-saison, encore peu utilisé par Albert Emon, il est de nouveau prêté le 30 janvier 2007 au Celta Vigo avec une option d'achat de 2 millions d'euros. À la fin de la saison 2006/2007, le club espagnol ne lève pas l'option d'achat et le joueur est encore une nouvelle fois prêté, à l'OGC Nice cette fois-ci. Ce prêt est toujours assorti d'une option d'achat. 

### OGC Nice
Habib Bamogo arrive donc à l'OGC Nice. Pour sa première saison, il intègre rapidement l'équipe type niçoise et convainc son entraineur de le garder. Ainsi, le 11 janvier 2008, alors qu'il lui reste six mois de prêt, l'option d'achat est levé et il est transféré définitivement à l'OGC Nice pour deux ans et demi pour la somme de 2 millions d'euros. Il termine la saison avec trois buts.
En 2008-2009, il marque son premier but de la saisson lors de la quatrième journée de Ligue 1 au Stade du Ray, le 30 août 2008 après avoir touché la barre transversale à Auxerre. Il marque son deuxième but contre l'Olympique lyonnais, faisant trembler les filets de son ex-coéquipier Hugo Lloris. Au total, il trouve le chemin des filets neuf fois en trente-neuf rencontres. Les supporters du club niçois lui donnerons le surnom de "Saint Habib". 
La saison suivante est plus difficile avec les arrivés de Mamadou Bagayoko, d'Anthony Mounier et la montée en puissance de Loïc Rémy. Il joue peu totalisant quatorze matchs sans marquer un but puis treize matchs la saison suivante, pour un but.

### Fin de carrière à l'étranger
Peu sollicité, il quitte le club et s'engage le 9 septembre 2011 avec le club grec du Panetolikós FC. En décembre 2011, le club grec se retrouve en proie à de gros problèmes financiers et est dans l'incapacité d'assurer le versement des salaires de ses joueurs. Habib Bamogo résilie son contrat qui le liait au club jusqu'en septembre 2012.
Le 23 décembre 2011, Bamogo signe un contrat de six mois en faveur du club de deuxième division anglaise Doncaster Rovers,. Il joue peut et en fin de saison son contrat n'est pas prolongé.  
Le 15 octobre suivant, il s'engage pour deux saisons dans le club bulgare de PFK Botev Plovdiv, où il porte le numéro 92 mais le 8 mars 2013, il résilie son contrat. 
En mai 2014, après plus d'une année sans club, Habib Bamogo rejoint le championnat d'Indonésie en signant au Persiram Raja Ampat,. Malheureusement, après une première saison au club,  le championnat d'Indonésie 2015 est abandonné sur la demande des instances gouvernementales.

### Reconversion
Après sa carrière de footballeur professionnel, Habib Bamogo devient recruteur. 
En 2019, quatre ans après avoir quitté les terrains, l’ancien attaquant, opte pour un rôle plus discret mais tout aussi stratégique au sein du football en devenant recruteur au Everton FC et sillonne la France à la recherche de jeunes talents prometteurs. 

## Statistiques
Le tableau ci-dessous retrace la carrière d'Habib Bamogo depuis ses débuts :
| Saison                | Club                   | Championnat           | Championnat | Championnat | Coupe(s) nationale(s) | Coupe(s) nationale(s) | Compétition(s) continentale(s) | Compétition(s) continentale(s) | Compétition(s) continentale(s) | Total | Total |
| Saison                | Club                   | Division              | M.          | B.          | M.                    | B.                    | Comp.                          | M.                             | B.                             | M.    | B.    |
| 2001-2002             | Montpellier HSC        | Division 1            | 20          | 2           | 3                     | 0                     | -                              | -                              | -                              | 23    | 2     |
| 2002-2003             | Montpellier HSC        | Ligue 1               | 33          | 4           | 2                     | 0                     | -                              | -                              | -                              | 35    | 4     |
| 2003-2004             | Montpellier HSC        | Ligue 1               | 38          | 16          | 3                     | 1                     | -                              | -                              | -                              | 41    | 17    |
| Sous-total            | Sous-total             | Sous-total            | 91          | 22          | 8                     | 1                     | -                              | -                              | -                              | 99    | 23    |
| 2004-2005             | Olympique de Marseille | Ligue 1               | 30          | 5           | 2                     | 1                     | -                              | -                              | -                              | 32    | 6     |
| 2005-2006             | Olympique de Marseille | Ligue 1               | -           | -           | -                     | -                     | CI                             | 1                              | 0                              | 1     | 0     |
| 2006-2007             | Olympique de Marseille | Ligue 1               | 15          | 3           | 2                     | 1                     | CI+C3                          | 2+4                            | 0+1                            | 23    | 5     |
| Sous-total            | Sous-total             | Sous-total            | 45          | 8           | 4                     | 2                     | -                              | 7                              | 1                              | 56    | 11    |
| 2005-2006             | FC Nantes (prêt)       | Ligue 1               | 31          | 4           | 3                     | 0                     | -                              | -                              | -                              | 34    | 4     |
| 2006-2007             | Celta Vigo (prêt)      | Liga                  | 15          | 2           | -                     | -                     | -                              | -                              | -                              | 15    | 2     |
| 2007-2008             | OGC Nice (prêt)        | Ligue 1               | 35          | 2           | 3                     | 1                     | -                              | -                              | -                              | 38    | 3     |
| 2008-2009             | OGC Nice               | Ligue 1               | 34          | 7           | 5                     | 2                     | -                              | -                              | -                              | 39    | 9     |
| 2009-2010             | OGC Nice               | Ligue 1               | 13          | 0           | 1                     | 0                     | -                              | -                              | -                              | 14    | 0     |
| 2010-2011             | OGC Nice               | Ligue 1               | 11          | 1           | 2                     | 0                     | -                              | -                              | -                              | 13    | 1     |
| Sous-total            | Sous-total             | Sous-total            | 93          | 10          | 11                    | 3                     | -                              | -                              | -                              | 104   | 13    |
| 2011-2012             | Panetolikos FC         | Super League          | 4           | 0           | -                     | -                     | -                              | -                              | -                              | 4     | 0     |
| 2011-2012             | Doncaster Rovers FC    | Championship          | 4           | 0           | -                     | -                     | -                              | -                              | -                              | 4     | 0     |
| 2012-2013             | PFC Botev Plovdiv      | Ligue A               | 5           | 0           | 3                     | 0                     | -                              | -                              | -                              | 8     | 0     |
| 2014                  | Persiram Raja Ampat    | Indonesia PL          | 7           | 1           | -                     | -                     | -                              | -                              | -                              | 7     | 1     |
| Total sur la carrière | Total sur la carrière  | Total sur la carrière | 295         | 47          | 29                    | 6                     | -                              | 7                              | 1                              | 331   | 54    |

### En sélection nationale
| Saison                | Sélection             | Phases finales        | Phases finales | Phases finales | Phases finales | Éliminatoires | Éliminatoires | Éliminatoires | Matchs amicaux | Matchs amicaux | Matchs amicaux | Total | Total | Total |
| Saison                | Sélection             | Compétition           | M              | B              | Pd             | M             | B             | Pd            | M              | B              | Pd             | M     | B     | Pd    |
| --------------------- | --------------------- | --------------------- | -------------- | -------------- | -------------- | ------------- | ------------- | ------------- | -------------- | -------------- | -------------- | ----- | ----- | ----- |
| 2009-2010             | Burkina Faso          | CAN 2010              | 2              | 0              | 0              | 2             | 1             | 0             | 1              | 0              | 0              | 5     | 1     | 0     |
| 2010-2011             | Burkina Faso          | -                     | -              | -              | -              | 1             | 0             | 0             | 1              | 0              | 0              | 2     | 0     | 0     |
| Total sur la carrière | Total sur la carrière | Total sur la carrière | 2              | 0              | 0              | 3             | 1             | 0             | 2              | 0              | 0              | 7     | 1     | 0     |

### Liste des matchs internationaux
| Matches internationaux de Habib Bamogo | Matches internationaux de Habib Bamogo | Matches internationaux de Habib Bamogo                     | Matches internationaux de Habib Bamogo | Matches internationaux de Habib Bamogo | Matches internationaux de Habib Bamogo | Matches internationaux de Habib Bamogo                                     |
|                                        | Date                                   | Lieu                                                       | Adversaire                             | Résultat                               | Compétition                            | Notes                                                                      |
| -------------------------------------- | -------------------------------------- | ---------------------------------------------------------- | -------------------------------------- | -------------------------------------- | -------------------------------------- | -------------------------------------------------------------------------- |
| 1.                                     | 12 août 2009                           | Stade Amable-et-Micheline-Lozai, Le Petit-Quevilly, France | Mali                                   | 3-0                                    | Match amical                           | Titulaire.                                                                 |
| 2.                                     | 11 octobre 2009                        | Accra Sports Stadium, Accra, Ghana                         | Guinée                                 | 2-1                                    | Éliminatoires Coupe du monde 2010      | Titulaire et remplacé par Mohamed Koffi à la 59e minute de jeu.            |
| 3.                                     | 14 novembre 2009                       | Stade du 4-Août, Ouagadougou, Burkina Faso                 | Malawi                                 | 1-0                                    | Éliminatoires Coupe du monde 2010      | Titulaire.                                                                 |
| 4.                                     | 11 janvier 2010                        | Stade Aldo Drosina, Cabinda, Angola                        | Côte d'Ivoire                          | 0-0                                    | CAN 2010                               | Entre en jeu à la place de Narcisse Yaméogo à la 62e minute de jeu.        |
| 5.                                     | 19 janvier 2010                        | Stade national du 11-Novembre, Luanda, Angola              | Ghana                                  | 0-1                                    | CAN 2010                               | Titulaire et remplacé par Moumouni Dagano à la 71e minute de jeu.          |
| 6.                                     | 6 septembre 2010                       | Stade Maurice Chevalier, Cannes, France                    | Gabon                                  | 1-1                                    | Match amical                           | Titulaire.                                                                 |
| 7.                                     | 9 octobre 2010                         | Stade du 4-Août, Ouagadougou, Burkina Faso                 | Gambie                                 | 3-1                                    | Qualification CAN 2012                 | Titulaire et remplacé par Wilfried Benjamin Balima à la 20e minute de jeu. |

## Palmarès
Habib Bamogo est vice-champion de France en 2007 avec l'Olympique de Marseille.